# 東薩里 (英國國會選區)
東薩里（英語：East Surrey），英國國會一郡選區，位於英格蘭東南部薩里郡東部，包括坦德里奇區和賴蓋特-班斯特德的霍利。始設於1832年，1885年被撤（當時應選兩席），1918年恢復。
本區1918年以來一直支持保守黨。在2010年大選中，該黨的山姆·吉馬以56.7%選票勝出該區首次當選。但他於2019年因脫歐議題被開除黨籍，之後加入自由民主黨，為該黨於此選區的首位議員。